# Гргур Пешталић
Фра Гргур Пешталић (Вашкут, 27. јуна 1755. - Баја, 1. фебруара 1809) био је доктор филозофије и буњевачки књижевник. Оставио је за себе више песама и филозофских списа, али је највише познат по епу „Достојна племените Бачке старих успомена” (1790), где истиче заслугу Срба и Буњеваца у ослобођењу Угарске од Турака.

## Биографија
Припадао је будимском кругу фрањевачких писаца, заједно са Ловром Брачуљевићем, Гргуром Чеваповићем, Маријаном Јаићем, Матијом Петром Катанчићем, Михајлом Раднићем, Стјепаном Виловим и Емериком Павићем..
Завршио је филозофију и теологију у Будиму 1779. године. Био је током живота учени монах "Реда мале браће". Предавао је филозофију на филозофским училиштима у Баји и Мохачу. Филозофске списе писао је латинским, а књижевна дела народним језиком, који је називао „словинским и илиричким језиком”.. Био је и остао читав живот заљубљеник у летење, и који је проучио сва доступна дела о тој тематици. Написао је велики спев од 800 стихова, под "барокним" насловом: "Достојна племените Бачке старих успомена садашњи и други славинске керви делијах слава". Фра Гргур се у тој књизи објављеној 1790. године у Калачи, потписао само са псеудонимом "Домородац у Баји". А године 1797. објавио је под својим именом и презименом, друго дело, исто у Будиму, са насловом: "Утишење ожалостјених у седам покорни писама краља Давида изтомачено".
Хрвати га уз Емерика Павића сврставају међу најзначајније представнике хрватске књижевности с краја 18. и почетка 19. века на икавици у угарском Подунављу. Хрвата у Мађарској, штавише, сматрају га претходником хрватског препорода на подручју јужне Угарске.. Ушао је антологију поезије буњевачких Хрвата из 1971. године Гезе Кикића коју је издала Матица хрватска.

## Достојна племените Бачке
Хеј славински сад амо племићи!

Равне Бачке сиви соколићи!

Промотрите Славоније славу

Сву Арватску, Лику и Гербаву:

Јурве Турчин, и сав свит познаје

Каквих наших слава и сада је;

И ви браћо моја мила, Србљани!

Ви делије свем свиту познани!

На ноге се јуначке скочите

Нису ваши код куће дримали,

Већ Турчнина за браду дрмали